# إمباير (مسلسل)
إمباير (بالإنجليزية: Empire) مسلسل موسيقى ودراما أمريكي. من إعداد لي دانييلز وداني سترونغ، بدأ عرضه في 7 يناير، 2015، على قناة فوكس. بالرغم من تصويره في شيكاغو تدور أحداث المسلسل في نيويورك. وتتمركز حول شركة إنتاج موسيقي.
في 15 يناير، 2016، جدد المسلسل لموسم ثالث، بدأ عرضهُ في 21 سبتمبر، 2016. في 11 يناير، 2017، جدد المسلسل لموسم رابع من 18 حلقة.

## الحلقات

### نظرة عامة
| الموسم | الحلقات | الحلقات | الأصلي         | الأصلي       |
| الموسم | الحلقات | الحلقات | الأول          | الأخير       |
| ------ | ------- | ------- | -------------- | ------------ |
| 1      | 12      | 12      | 7 يناير 2015   | 18 مارس 2015 |
| 2      | 18      | 18      | 23 سبتمبر 2015 | 18 مايو 2016 |
| 3      | 18      | 18      | 21 سبتمبر 2016 | 17 مايو 2017 |

## وصلات خارجية
- الموقع الرسمي
- إمباير على موقع IMDb (الإنجليزية)
- إمباير على موقع ميتاكريتيك (الإنجليزية)
- إمباير على موقع روتن توميتوز (الإنجليزية)
- إمباير على موقع كينوبويسك (الروسية)
- إمباير على موقع ألو سيني (الفرنسية)
- إمباير على موقع قاعدة بيانات الفيلم (الإنجليزية)